# أنطونين ماغني
أنطونين ماغني (بالفرنسية: Antonin Magne)‏ (مواليد 15 يناير 1904 - الوفاة 8 سبتمبر 1983) كان دراج فرنسي في صنف سباق الدراجات على الطريق.

## سباقات أو مراحل فاز بها
- طواف فرنسا
- بطولة العالم لسباق الدراجات على الطريق

## روابط خارجية
- أنطونين ماغني على موقع أرشيف الدراجات (الإنجليزية)
- أنطونين ماغني على موقع إحصائيات الدراجات الإحترافية (الإنجليزية)
- أنطونين ماغني على موقع CycleBase (الإنجليزية)